# Cap Lollo
El cap Lollo (en noruec: Kapp Lollo), és un petit cap localitzat en la posició 54° 25′ S, 3° 29′ E / 54.417°S,3.483°E. Es troba a l'extrem nord-est de l'illa de Bouvet, a l'oceà Atlàntic Sud. Va ser cartografiat de forma provisional l'any 1898 per l'expedició alemanya comandada per Carl Chun, i va ser novament cartografiat per l'expedició noruega sota el comandament del capital Harald Horntvedt, qui va explorar l'àrea des del Norvegia al desembre de 1927.